# Euro Hockey Tour 2013/2014
Euro Hockey Tour 2013/2014 był 18. edycją turnieju Euro Hockey Tour. Rywalizacja w tym sezonie pomiędzy reprezentacjami: Rosji, Czech, Szwecji oraz Finlandii rozpoczęła się 29 sierpnia 2013 turniejem Kajotbet Hockey Games, a zakończyła się 4 maja 2014 turniejem Oddset Hockey Games. Zwycięstwo w całym cyklu zapewniła sobie Finlandia już po trzecim turnieju.

## Turnieje

### Kajotbet Hockey Games
Mecze turnieju Czech Hockey Games odbyły się od 29 sierpnia do 1 września 2013 roku. Turniej zorganizowano w czeskich Pardubicach, zaś jeden mecz odbył się w rosyjskim Petersburgu (rozegrano tam spotkanie pomiędzy Rosją i Szwecją).

### Karjala Cup
Mecze turnieju o Puchar Karjala odbyły się od 7 do 10 listopada 2013 roku. Turniej zorganizowano w fińskich Helsinkach, zaś jeden mecz odbył się w szwedzkim Gävle (rozegrano tam spotkanie pomiędzy Szwecją i Czechami). 

### Channel One Cup
Mecze turnieju o Puchar Pierwszego Programu odbyły się od 19 do 22 grudnia 2012 roku. Turniej zorganizowano w rosyjskim Soczi, zaś jeden mecz odbył się w stolicy Czech Pradze (rozegrano tam spotkanie pomiędzy Czechami i Finlandią).

### Oddset Hockey Games
Mecze turnieju Oddset Hockey Games odbyły się od 1 do 4 maja 2014 roku. Turniej zorganizowano w szwedzkim Sztokholmie, zaś jeden mecz odbył się w fińskich Helsinkach (rozegrano tam spotkanie pomiędzy Finlandią i Rosją).

## Klasyfikacja
| Poz. | Zespół    | M  | Pkt | Z | WpD | PpD | P | G+ | G- | +/- |
| ---- | --------- | -- | --- | - | --- | --- | - | -- | -- | --- |
| 1    | Finlandia | 12 | 29  | 8 | 2   | 1   | 1 | 33 | 19 | +14 |
| 2    | Rosja     | 12 | 15  | 5 | 0   | 0   | 7 | 26 | 21 | +5  |
| 3    | Czechy    | 12 | 15  | 4 | 1   | 1   | 6 | 15 | 30 | -15 |
| 4    | Szwecja   | 12 | 13  | 3 | 2   | 1   | 6 | 25 | 29 | -4  |